# Prix Éphrem-Houel
Le prix Éphrem-Houel est une course hippique de trot attelé se déroulant au mois de février sur l'hippodrome de Vincennes.
C'est une course de Groupe II réservée aux chevaux de 4 ans, hongres exclus, ayant gagné au moins 13 000 €.
Elle se court sur la distance de 2 100 mètres (grande piste), départ à l'autostart. L'allocation s'élève à 120 000 €, dont 54 000 € pour le vainqueur.
Elle honore la mémoire d'Éphrem Houël (1807-1885), inspecteur général des haras, organisateur des premières courses de trot en France.
Le prix Éphrem-Houel est créé le 25 août 1909 avec des conditions particulières : le sulky est lesté jusqu'à un poids de 500 kg (« épreuve de traction »). Ce type d'épreuve est destiné à valoriser les aptitudes du demi-sang comme cheval de guerre. La course est de ce fait ralentie et le vainqueur Dakota parcourt les 2 600 mètres avec une réduction kilométrique de 1'55"3. L'expérience n'est pas renouvelée l'année suivante et l'épreuve se court en octobre au trot monté. Le prix Éphrem-Houel se court à l'attelé depuis décembre 1930,, mais n'est réservé aux 4 ans que depuis 1951.

## Palmarès depuis 1958
| Année | Vainqueur          | Père               | Driver                | Entraîneur              | Distance | Réd.km |
| ----- | ------------------ | ------------------ | --------------------- | ----------------------- | -------- | ------ |
| 2025  | Lombok Jiel        | Énino du Pommereux | Pierre-Yves Verva     | Jean-Luc Dersoir        | 2 100 m  | 1'10"4 |
| 2024  | Koctel du Dain     | Boccador de Simm   | David Thomain         | Philippe Allaire        | 2 100 m  | 1'10"9 |
| 2023  | Juliet Papa Bravo  | Ready Cash         | Clément Duvaldestin   | Thierry Duvaldestin     | 2 100 m  | 1'11"3 |
| 2022  | Idao de Tillard    | Sévérino           | Clément Duvaldestin   | Thierry Duvaldestin     | 2 700 m  | 1'12"1 |
| 2021  | Hirondelle Sibey   | Gazouillis         | Éric Raffin           | Alice Dubert            | 2 850 m  | 1'14"5 |
| 2020  | Gu d'Héripré       | Coktail Jet        | Franck Nivard         | Philippe Billard        | 2 850 m  | 1'13"8 |
| 2019  | Falcao de Laurma   | Uniclove           | Anthony Barrier       | Thierry Duvaldestin     | 2 850 m  | 1'14"  |
| 2018  | Élite du Ruel      | Timoko             | Franck Anne           | Franck Anne             | 2 850 m  | 1'18"9 |
| 2017  | Draft Life         | Ubriaco            | Éric Raffin           | Louis Baudron           | 2 850 m  | 1'15"9 |
| 2016  | Cobra Bleu         | Fortuna Fant       | Pierre Vercruysse     | Pierre Vercruysse       | 2 850 m  | 1'14"8 |
| 2015  | Bardane du Houlbet | Jet Fortuna        | David Thomain         | Romain-Christian Larue  | 2 150 m  | 1'14"3 |
| 2014  | Astor du Quenne    | Opus Viervil       | Éric Raffin           | Sébastien Guarato       | 2 175 m  | 1'15"1 |
| 2013  | Victoire           | Kitko              | Mathieu Mottier       | Danielle Mottier        | 2 175 m  | 1'11"7 |
| 2012  | Unique Quick       | Prince d'Espace    | Franck Leblanc        | Franck Leblanc          | 2 175 m  | 1'15"6 |
| 2011  | Timoko             | Imoko              | Richard Westerink     | Richard Westerink       | 2 175 m  | 1'11"4 |
| 2010  | Sévérino           | Gobernador         | Christian Bigeon      | Christian Bigeon        | 2 175 m  | 1'12"1 |
| 2009  | Rocklyn            | Love You           | Michel Lenoir         | Philippe Moulin         | 2 175 m  | 1'13"3 |
| 2008  | Qualmio de Vandel  | Gobernador         | Franck Nivard         | Thierry Duvaldestin     | 2 175 m  | 1'12"1 |
| 2007  | Pearl Queen        | Carpe Diem         | Thierry Duvaldestin   | Thierry Duvaldestin     | 2 175 m  | 1'12"9 |
| 2006  | Orlando Vici       | Quadrophenio       | Jean-Michel Bazire    | Fabrice Souloy          | 2 175 m  | 1'13"7 |
| 2005  | Niky               | Viking's Way       | Jean-Michel Bazire    | Laurent-Claude Abrivard | 2 175 m  | 1'13"  |
| 2004  | Mambo King         | Ganymède           | Jean-Michel Bazire    | Jean-Michel Bazire      | 2 175 m  | 1'15"1 |
| 2003  | Lilium Madrik      | Arnaqueur          | Yves Dreux            | Karim Hawas             | 2 175 m  | 1'14"2 |
| 2002  | Kaisy Dream        | Extreme Dream      | Jos Verbeeck          | Jean-Pierre Dubois      | 2 175 m  | 1'16"1 |
| 2001  | Janson d'Ailly     | Ursis              | Bernard Piton         | Richard Leroux          | 2 175 m  | 1'13"5 |
| 2000  | Ivilla Blue        | Buvetier d'Aunou   | Michel Donio          | Michel Donio            | 2 700 m  | 1'18"3 |
| 1999  | Hand du Vivier     | And Arifant        | Jean-Pierre Thomain   | Jean-Yves Lecuyer       | 2 700 m  | 1'16"3 |
| 1998  | Goetmals Wood      | And Arifant        | Jean-Pierre Dubois    | Michel Donio            | 2 700 m  | 1'18"  |
| 1997  | Fleuron Perrine    | Ténor de Baune     | Jean-Baptiste Bossuet | Jean-Baptiste Bossuet   | 2 700 m  | 1'16"3 |
| 1996  | Eyra de Bellouet   | Wiking's Way       | Patrice Lebouteiller  | Patrice Lebouteiller    | 2 700 m  | 1'17"2 |
| 1995  | Défi d'Aunou       | Armbro Goal        | Jean-Étienne Dubois   | Jean-Étienne Dubois     | 2 700 m  | 1'17"3 |
| 1994  | Cèdre du Vivier    | Hêtre Vert         | Jean-Pierre Thomain   | Jean-Yves Lecuyer       | 2 700 m  | 1'18"8 |
| 1993  | Bahama             | Quito de Talonay   | Jean-Pierre Dubois    | Jean-Pierre Dubois      | 2 650 m  | 1'17"5 |
| 1992  | Artificier         | Mon Tourbillon     | Jean-Pierre Viel      | Jean-Pierre Viel        | 2 650 m  | 1'16"9 |
| 1991  | Verdict Gédé       | Kagino             | Jean-Claude Hallais   | Jean-Claude Hallais     | 2 650 m  | 1'17"5 |
| 1990  | Ugh                | Honorin            | Michel Roussel        | Alain Houssin           | 2 650 m  | 1'17"3 |
| 1989  | Ténor de Baune     | Le Loir            | Jean-Baptiste Bossuet | Jean-Baptiste Bossuet   | 2 650 m  | 1'20"7 |
| 1988  | Sébrazac           | Ejakval            | Michel-Marcel Gougeon | Ulf Nordin              | 2 650 m  | 1'19"3 |
| 1987  | Renoso             | Buffet II          | Paul Viel             | Paul Viel               | 2 650 m  | 1'20"5 |
| 1986  | Quadrophenio       | Dekeel             | Daniel Béthouart      | Daniel Béthouart        | 2 650 m  | 1'19"1 |
| 1985  | Pikeel             | Dekeel             | Patrick Orrière       | Gérard-Auguste Hubert   | 2 650 m  | 1'21"8 |
| 1984  | Orégon             | Ura                | Michel Lenoir         | Roger Veslard           | 2 600 m  | 1'21"1 |
| 1983  | Notre Aiglon       | Aigle Noir         | Jean-René Gougeon     | Jean-René Gougeon       | 2 600 m  | 1'20"7 |
| 1982  | Mon Ouiton         | Kerjacques         | Léopold Verroken      | Léopold Verroken        | 2 600 m  | 1'19"7 |
| 1981  | La Bourrasque      | Buffet II          | Jean-Pierre Viel      | Jean-Pierre Viel        | 2 600 m  | 1'22"5 |
| 1980  | Khali de Vrie      | Quirinus III       | Roger Baudron         | Roger Baudron           | 2 600 m  | 1'20"5 |
| 1979  | Jorky              | Kerjacques         | Léopold Verroken      | Léopold Verroken        | 2 625 m  | 1'20"3 |
| 1978  | Idéal du Gazeau    | Alexis III         | Eugène Lefèvre        | Eugène Lefèvre          | 2 625 m  | 1'19"2 |
| 1977  | Hesterelle         | Vigneron           | Pierre Levasseur      | Pierre Levasseur        | 2 600 m  | 1'20"3 |
| 1976  | Gars de Fontaine   | Volnay II          | Pierre Levasseur      | Pierre Levasseur        | 2 600 m  | 1'20"9 |
| 1975  | Floride            | Tiki R             | Jean-René Gougeon     |                         | 2 600 m  | 1'21"7 |
| 1974  | Espoir de Sée      | Uccello B          | Alain Houssin         |                         | 2 600 m  | 1'20"8 |
| 1973  | Doublet            | Halbran II         | Alain Roussel         |                         | 2 600 m  | 1'21"8 |
| 1972  | Chabichou          | Quélogaden         | Louis Mellette        |                         | 2 600 m  | 1'21"3 |
| 1971  | Beau Rivage        | Obervi             | Gérard Mascle         |                         | 2 600 m  | 1'20"9 |
| 1970  | Aigle Noir         | Mario              | Pierre Giffard        |                         | 2 600 m  | 1'20"5 |
| 1969  | Vat                | Mario              | Jean Riaud            |                         | 2 600 m  | 1'22"9 |
| 1968  | Une de Mai         | Kerjacques         | Jean-René Gougeon     |                         | 2 600 m  | 1'20"7 |
| 1967  | Toscan             | Kerjacques         | Jean-René Gougeon     |                         | 2 600 m  | 1'22"5 |
| 1966  | Sans Atout II      | Vermont            | Henri Levesque        |                         | 2 600 m  | 1'21"7 |
| 1965  | Reggane III        | Chabrier           | A. Martel             |                         | 2 600 m  | 1'21"8 |
| 1964  | Queyja             | Voronoff           | André-Louis Dreux     |                         | 2 600 m  | 1'22"7 |
| 1963  | Palais Royal III   | Tigre Royal        | Jean-René Gougeon     |                         | 2 600 m  |        |
| 1962  | Ob                 | Voronoff           | Roger Baudron         |                         | 2 600 m  | 1'21"5 |
| 1961  | Newstar            | Petit Jean III     | Gérard Mottier        |                         | 2 600 m  | 1'21"8 |
| 1960  | Masina             | Quinio             | François Brohier      |                         | 2 600 m  | 1'24"3 |
| 1959  | Luiz II            | Bon Paysant        | A. Deheegher          |                         | 2 600 m  | 1'23"4 |
| 1958  | Kimono Royal       | Tigre Royal        | Charley Mills         |                         | 2 600 m  | 1'22"5 |

## Sources
- Pour les conditions de course et les dernières années du palmarès : site de la SETF
- Pour les courses plus anciennes : archives des quotidiens  (Ouest-France, Sud-Ouest…)